# Perlat Musta
Perlat Musta (ur. 15 października 1958 we Wlorze) – albański piłkarz grający na pozycji bramkarza. W swojej karierze rozegrał 23 mecze w reprezentacji Albanii.

## Kariera klubowa
Swoją karierę piłkarską Musta rozpoczął w klubie Partizani Tirana. W sezonie 1978/1979 zadebiutował w nim pierwszej lidze albańskiej. W zespole Partizani występował do końca sezonu 1990/1991. Wraz z Partizani dwukrotnie wywalczył mistrzostwo Albanii w latach 1981 i 1987. W latach 1980 i 1991 zdobył Puchar Albanii.
Latem 1991 roku Musta przeszedł z Partizani Tirana do Dinama Bukareszt. W sezonie 1991/1992 wywalczył z Dinamem tytuł mistrza Rumunii. W Dinamie grał do końca sezonu 1993/1994, a w sezonie 1995/1996 był zawodnikiem innego bukareszteńskiego klubu, Nationalu.
W 1996 roku Musta wrócił do Albanii, do Partizani Tirana. W 1997 roku zakończył w nim swoją karierę w wieku 39 lat.

## Kariera reprezentacyjna
W reprezentacji Albanii Musta zadebiutował 2 września 1981 roku w przegranym 1:2 spotkaniu eliminacji do MŚ 1982 z Finlandią. W swojej karierze grał też w eliminacjach do Euro 84, MŚ 1986, Euro 88 i MŚ 1994. Od 1981 do 1993 roku rozegrał w kadrze narodowej 23 spotkania.